# Lusura
Lusura is een geslacht van vlinders van de familie tandvlinders (Notodontidae).

## Soorten
- L. ancha Schaus, 1921
- L. chera Drury, 1773
- L. discalis Walker, 1855
- L. falsimonia Dognin, 1909
- L. plorabilis Schaus, 1906
- L. speciosa Schaus, 1921